# The Strain (televisieserie)
The Strain is een Amerikaanse horrorserie uit 2014, gemaakt door en gebaseerd op het gelijknamige boek van Guillermo del Toro en Chuck Hogan. Het eerste seizoen van dertien afleveringen werd op 19 november 2013 besteld door het Amerikaanse FX, en de uitzendingen begonnen op 13 juli 2014 en liep tot 15 oktober 2014. Het tweede seizoen begon op 12 juli 2015 en liep tot 4 oktober 2015. Seizoen 3 liep van 28 augustus 2016 tot en met 30 oktober 2016 en telde 10 afleveringen, op 16 juli 2017 begon seizoen 4 wat ook uit 10 afleveringen zal bestaan. 
De pilotaflevering werd voor het eerst vertoond begin juni 2014, op het ATX Televisiefestival in Austin, en ging op 13 juli 2014 in première op FX. In Vlaanderen begon zender 2BE de reeks uit te zenden vanaf 8 februari 2015.

## Verhaal
Een passagiersvliegtuig afkomstig uit Berlijn landt in New York maar geeft geen enkel teken van leven meer. Niet wetend wat er aan de hand is worden er allerlei overheidsdiensten bijgehaald. Doktor Goodweather en zijn team van de Centra voor Ziekebestrijding en -Preventie worden als eersten toegelaten en vinden dat 206 personen aan boord op mysterieuze wijze zijn overleden en er vier overlevenden zijn. In het vrachtruim treffen ze een grote, met houtsnijwerk versierde, kist met aarde aan. Als Goodweather in het ruim een soort worm aantreft en de lichamen van de slachtoffers ziet, legt hij een verband met de kist. Maar die is inmiddels zonder zijn toestemming weggevoerd.

## Rolverdeling

### hoofdrollen
- Corey Stoll als dr. Ephraim (Eph) Goodweather (seizoen 1-4), CDC-teamleider.
- Mía Maestro als dr. Nora Martinez (seizoen 1-2), Eph's medewerker en vriendin.
- David Bradley als prof. Abraham Setrakian (seizoen 1-4), oude Joodse holocaustoverlever en thans eigenaar van een pandhuis.
- Richard Sammel als Thomas Eichhorst (seizoen 1-4), de onsterfelijke voormalige concentratiekampbewaker.
- Jonathan Hyde als Eldritch Palmer (seizoen 1-4), de oude zieke miljardair die het eeuwige leven nastreeft.
- Kevin Durand als Vasiliy Fet (seizoen 1-4), de rattenvanger.
- Jack Kesy als Gabriel Bolivar (seizoen 1-3), de rockzanger en een van de vier overlevenden van de vlucht uit Berlijn.
- Natalie Brown als Kelly Goodweather (seizoen 1-4), Eph's vrouw, die van hem gescheiden woont.
- Miguel Gomez als Augustin 'Gus' Elizalde (seizoen 1-4), een bendelid die net teruggekeerd is uit zijn gevangenisstraf.
- Ruta Gedmintas als Dutch Velders (seizoen 1-4), een hacker die ingehuurd wordt door Eldritch Palmer, en die tegen het bedrijf keert als zij ontdekt wat zij gedaan heeft.
- Rupert Penry-Jones als mr. Quinlan (seizoen 1-4), een half-vampier die tegen zijn meester keert.
- Samantha Mathis als Justine Feraldo (seizoen 2-3), raadslid van Staten Island, en actief leidster in de jacht op strigois
- Joaquín Cosío als Angel Guzman Hurtado (seizoen 2-3), gepensioneerde worstelaar en goede vriend van Gus Elizalde.

### Terugkerende rollen
- Sean Astin als Jim Kent (seizoen 1-2), Eph's administratief medewerker.
- Ben Hyland als Zach Goodweather (seizoen 1), Eph's zoontje.
- Max Charles als Zach Goodweather (seizoen 2-4), Eph's zoontje.
- Robin Atkin Downes als Stem van The Master (seizoen 1-3), een van de zeven oude vampiers.
- Roger Cross - als Reggie Fitzwilliam (seizoen 1-2), verzorger en bewaker van Eldritch Palmer.
- Robert Maillet - als The Master (seizoen 1-2), negentiende-eeuwse Poolse edelman, die het lichaam was van de meester totdat hij gewond raakte bij het opgraven.
- Adriana Barraza als Guadalupe Elizalde (seizoen 1-3), moeder van Gus Elizalde.
- Cas Anvar - als Sanjay Desai. medewerker van Eldritch Palmer.
- Nigel Bennett als dr. Dreverhaven (seizoen 2-3), voormalige Nazi-dokter en vampier.
- Jamie Hector als Alonso Creem (seizoen 1-4), wapendealer en bendeleider.
- Doug Jones als de oudere (seizoen 1-3), een van de oudere meesters
- Daniel Kash als dr. Everett Barnes (seizoen 1-2), hoofd van de CDC en later hoofd van de Health and Human Services.
- Stephen McHattie als Vaun (seizoen 1-2), leider van de ondode jagers die jacht maken op de strigoi.
- Paulino Nunes als captain Frank Kowalski (seizoen 2-3), NYPD politieagent die samenwerkt met Justine Feraldo

## Afleveringen
| Seizoen | datum eerste aflevering | datum laatste aflevering | aantal afleveringen |
| ------- | ----------------------- | ------------------------ | ------------------- |
| 1       | 13 juli 2014            | 5 oktober 2014           | 13                  |
| 2       | 12 juli 2015            | 4 oktober 2015           | 13                  |
| 3       | 28 augustus 2016        | 30 oktober 2016          | 10                  |
| 4       | 16 juli 2017            | 17 september 2017        | 10                  |